# Al-Mazar (Bajsan)
Al-Mazar (arab. المزار) – nieistniejąca już arabska wieś, która była położona w Dystrykcie Bajsan w Mandacie Palestyny. Wieś została wyludniona i zniszczona podczas I wojny izraelsko-arabskiej, po ataku sił żydowskiej Hagany w dniu 16 maja 1948 roku.

## Położenie
Al-Mazar leżała w północnej części Doliny Bet Sze’an. Wieś była położona w depresji rzeki Jordan na wysokości -225 metrów p.p.m., w odległości 9 kilometrów na północ od miasta Beisan. Według danych z 1945 roku do wsi należały ziemie o powierzchni 2073,9 ha. We wsi mieszkało wówczas 1560 osób.
| własność gruntów | powierzchnia gruntów (hektary) |
| ---------------- | ------------------------------ |
| Arabowie         | 1451                           |
| Żydzi            | 225,2                          |
| publiczne        | 397,7                          |
| Razem            | 2073,9                         |

| Rodzaj użytkowanych gruntów | Arabowie (hektary) | Żydzi (hektary) |
| --------------------------- | ------------------ | --------------- |
| uprawy nawadniane           | 69,4               | 16,8            |
| uprawy zbóż                 | 1332,6             | 203,8           |
| uprawy cytrusów             | 1,3                | 3,3             |
| nieużytki                   | 445,4              | 1,3             |

## Historia
W okresie panowania Brytyjczyków al-Mazar była średniej wielkości wsią, której mieszkańcy utrzymywali się z upraw zbóż.

Przyjęta 29 listopada 1947 roku Rezolucja Zgromadzenia Ogólnego ONZ nr 181 przyznała te tereny państwu żydowskiemu. Dzień po proklamacji niepodległości Izraela państwa arabskie rozpoczęły inwazję, wszczynając w ten sposób I wojnę izraelsko-arabską. Dolinę Bet Sze’an usiłowały zająć wojska irackie, które wdały się w bitwę o Geszer (15-17 maja 1948). Wieś al-Mazar znajdowała się na południe od kibucu Geszer, u wejścia od północy do Doliny Bet Sze’an. Obawiając się możliwości wykorzystania wioski przez siły arabskie, podjęto decyzję o jej zniszczeniu. W dniu 16 maja 1948 roku żydowscy żołnierze (Brygada Golani) zajęli wieś al-Mazar. Wszyscy jej mieszkańcy zostali wysiedleni (uciekli do Transjordanii), a następnie wyburzono domy.

## Miejsce obecnie
Teren wioski al-Mazar pozostaje opuszczony, jednak jej pola uprawne zajął sąsiedni kibuc Newe Ur.